# Red Spooner
Andrew George „Red“ Spooner (* 24. August 1910 in Port Arthur, Ontario; † 7. Mai 1984) war ein kanadischer Eishockeyspieler, der während seiner aktiven Karriere zwischen 1926 und 1933 unter anderem ein Spiel für die Pittsburgh Pirates in der National Hockey League bestritten hat.

## Karriere
Spooner verbrachte den Großteil seiner Karriere bei Klubs rund um seine Geburtsstadt Port Arthur in der kanadischen Provinz Ontario. Aufgrund einer Verletzung ihres etatmäßigen Torwarts Joe Miller wurde Spooner am 18. Januar 1930 von den Pittsburgh Pirates aus der National Hockey League angefragt. Sein damaliger Klub, die Fort William Forts, verlieh ihn daraufhin für ein Spiel an die Pirates, in der Spooner das Tor über die gesamte Spielzeit hütete. Die Partie gegen die New York Rangers ging mit 5:6 verloren. Daraufhin kehrte er wieder nach Port Arthur zurück, wo er 1933 seine aktive Karriere beendete.
Er verstarb am 7. Mai 1984 im Alter von 73 Jahren.

## NHL-Statistik
(Legende zur Torhüterstatistik: GP oder Sp = Spiele insgesamt; W oder S = Siege; L oder N = Niederlagen; T oder U oder OT = Unentschieden oder Overtime- bzw. Shootout-Niederlage; Min. = Minuten; SOG oder SaT = Schüsse aufs Tor; GA oder GT = Gegentore; SO = Shutouts; GAA oder GTS = Gegentorschnitt; Sv% oder SVS% = Fangquote; EN = Empty Net Goal; 1 Play-downs/Relegation; Kursiv: Statistik nicht vollständig)